# Steven Alzate
Steven Alzate (Camden, 8 september 1998) is een Colombiaans voetballer die  als offensieve middenvelder speelt. Hij tekende in 2017 voor Brighton. In 2019 debuteerde hij voor Colombia.

## Clubcarrière
Alzate debuteerde in februari 2017 voor Leyton Orient. Op 31 juli 2017 tekende hij bij Brighton. Tijdens het seizoen 2018/19 werd de middenvelder verhuurd aan Swindon Town. Op 21 september 2019 debuteerde Alzate in de Premier League tegen Newcastle United.

## Interlandcarrière
Op 16 november 2019 debuteerde Alzate voor Colombia in een vriendschappelijke interland tegen Peru.